# 毛麦角碱
毛麦角碱是一种含氮有机化合物，化学式为C16H18N2O，属于麥角靈类生物碱。